# Dicranomyia radegasti
Dicranomyia radegasti är en tvåvingeart som beskrevs av Starý 1993. Dicranomyia radegasti ingår i släktet Dicranomyia och familjen småharkrankar. Inga underarter finns listade i Catalogue of Life.